# アル・ジーン

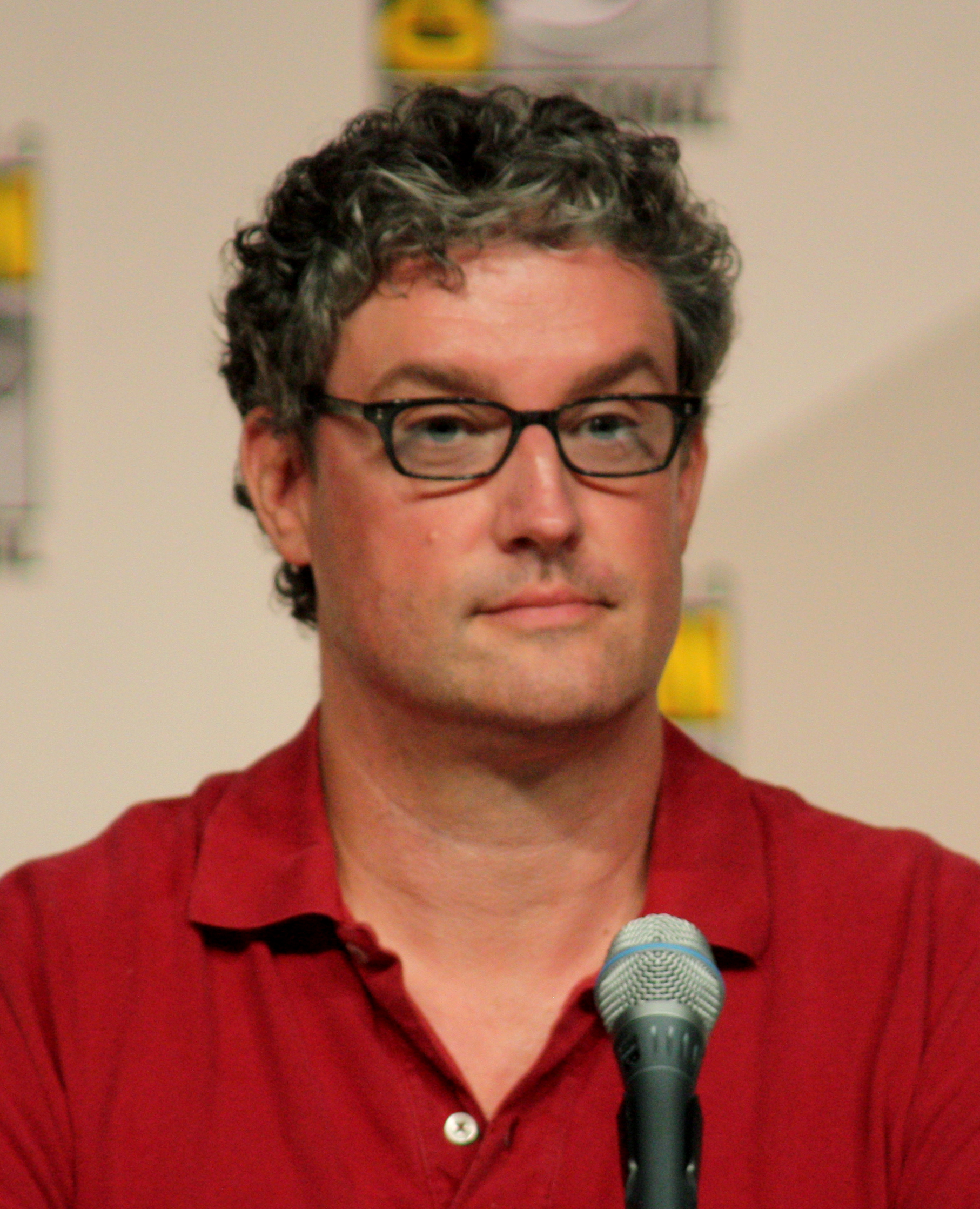
アル・ジーン

アル・ジーン (Al Jean、1961年1月9日 - ）は、アメリカ合衆国・ミシガン州ファーミントンヒルズ(En)出身、『ザ・シンプソンズ』を制作している事で知られているテレビコメディの脚本家である。

## 経歴
青年期のジーンはミシガンにある父の金物屋で働いていた。そして彼はハリソン高校を卒業し、ハーバード大学に通い、そこで数学を専攻し大学内にある出版部ハーバード・ランプーン(En)にて執筆活動を行っていた。
また、『ナショナル・ランプーンマガジン』、『ザ・トゥナイト・ショー』、『アルフ』、『The PJs』等でも執筆していた。1994年になると彼はマイク・レイスと共に、ABCとFOXの2つの局で放映されたが2年で放送打ち切りとなったアニメ番組『The Critic』を制作した。同番組は後にケーブルテレビ局のコメディ・セントラルで再放送され若干ながら健闘している。また、2001年にはこの番組で誕生したキャラクター「 Jay Sherman」を中心にショートアニメが制作されインターネット上でシリーズ化した。
シンプソンズにおいて、彼はマイク・レイスと共にシーズン3と4のショーランナーを務め、また、シンプソンズの放送開始の頃より、その制作と脚本に携わっている。なお、ジーンは、Icebox.comにて公開されている「Jesus and His brothers」の作者でもある。
2001年以降、シンプソンズの製作総指揮をしており、2008年7月現在放送されたシーズン19は彼が単独で製作総指揮をしているものの中では連続7回目となる。(シーズン3・4を合わせると9回))
彼はシンプソンズのDVDに収録されている解説にも度々出てきており、彼がかって担当したものや共同でかかわったほとんどのエピソードにおいてその解説を行なっている。

## 彼が関わったエピソード
(）内のSはシーズンをEはそのシーズンでのエピソードNoを表す。
- ホーマーの大決心(S1E4)－マイク・レイスと共同。
- リサのブルース(S1E6)－同上
- 忘れられた英雄(S1E8)－マット・グレイニング、マイク・レイス、サム・サイモンと共同。
- パパとママの恋物語(S2E12)－マイク・レイスとサム・サイモンと共同。
- マイケルがやって来た!(S3E1)－マイク・レイスと共同。
- 新ハロウィーン・スペシャル(S3E7)
- 愛の仔馬物語(S3E8)－マイク・レイスと共同。
- ハロウィーン・スペシャルIII(S4E5)マイク・レイスと共同で第1話担当。
- 伝説のジャズマンよ 永遠に(S6E22)－脚本をマイク・レイスと共同で担当し、ジョシュア・スターニンとジェフリー・ヴェンティミリアらと製作を担当。
- シェリー・ボビンズがやって来た!?(S8E13)－マイク・レイスと共同。
- サックスはリサの宝物(S9E3)
- カリスマホーマーのアートな日々(S10E19)
- グルメパパは3ツ星評論家!?(S11E3)
- 親子の絆にストライク!(S11E6)
- あのクレヨンをもういちど(S12E9)
- 華麗なるリベンジ・デイズ(S12E13)
- ミスター・グッドガイを探して(S12E20)

## 参照
1. ↑   SNPP.
2. ↑   "Icebox.com"